# 善隣政策

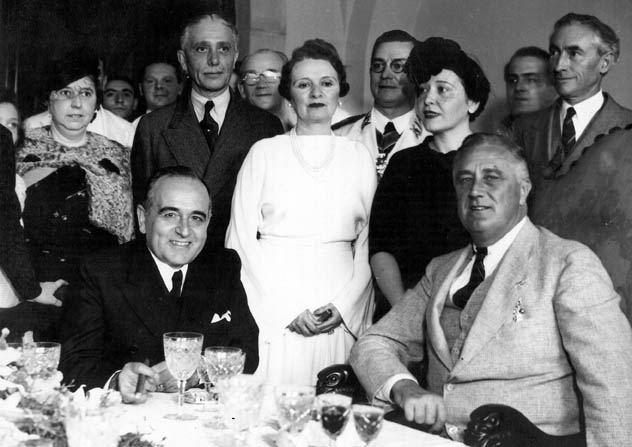
1936年、ブラジル大統領ジェトゥリオ・ドルネレス・ヴァルガス（左）とフランクリン・ルーズベルト（右）

善隣政策（ぜんりんせいさく）とは、フランクリン・ルーズベルトがアメリカ合衆国大統領在任時に行った、ラテンアメリカ諸国に対する外交政策のことである。善隣外交とも言う。この政策が実施されたのはルーズベルト政権の時であるが、19世紀の政治家ヘンリー・クレイが既に「Good Neighbor」という用語を用いていた。
政策の骨子は、ラテンアメリカへの内政干渉を行わないというものであった。これはまた、合衆国は「良き隣人」となってラテンアメリカ諸国と互恵的な取引に従事するのだ、という思想を強めることにもなった。全体的に言ってルーズベルト政権は、この新政策が互恵的な貿易協定の形で新しい経済的機会を作り出し、ラテンアメリカに於ける合衆国の影響を再主張することを期待していたが、多くのラテンアメリカ諸国は納得しなかった。

## 背景
19世紀末から20世紀初頭にかけて、アメリカ合衆国はその利益、特にアメリカ人の実業共同体の商業的利益を保護するために、ラテンアメリカ諸国に定期的にバナナ戦争などの軍事干渉を仕掛けていた。